# Никонов, Вадим Станиславович
Вади́м Станисла́вович Ни́конов (род. 9 августа 1948, Москва) — советский футболист и российский тренер, нападающий, полузащитник. Начинал играть в футбол в 1958 году за юношей завода «Серп и Молот». Капитан «Торпедо» в 1972—1975 годах. Мастер спорта. Заслуженный тренер России (1992). Дружил с Валерием Харламовым, с которым учился в институте.

## Карьера
Родился в Москве в 1948 году.
Является воспитанником заводской команды «Серп и Молот». В 1967 году дебютировал за московское «Торпедо». За этот клуб Никонов играл до 1975 года, а в 1976 году перешёл в другую московскую команду ЦСКА. Но, поиграв там год, вернулся к «автозаводцам».

## Выступления
- «Торпедо» Москва (1967—1975, 1977—1978)
- ЦСКА Москва (1976—1977)
- «Факел» Воронеж (1979)
- «Спартак» Рязань (1980—1982)

## Сборная
- За сборную СССР сыграл 4 матча.
- Первый матч за сборную СССР провёл 28 марта 1973 года против Болгарии, в котором сборная СССР уступила 0:1.
- Последний матч за сборную СССР провёл 5 августа 1973 года против Швеции, который завершился вничью 0:0.
- За олимпийскую сборную СССР сыграл 1 матч, в котором СССР сыграл вничью с Югославией 1:1 (7 мая 1975 года).

## Достижения
- Обладатель Кубка СССР 1968 и 1972 годов.
- Один раз значился в списках 33 лучших игроков сезона — в 1974 году под номером один.

## Тренерская карьера
- Тренер в клубе «Торпедо» Москва (1986—1996).
- Главный тренер «Торпедо-2» Москва (1998).
- Главный тренер «Торпедо-ЗИЛ»-д Москва (1999—2001).
- Главный тренер команды «Торпедо-ЗИЛ» Москва (2001—2002).
- Тренер в сборной России (до 17) (2004—2010).